# Светско првенство у атлетици на отвореном 1987 — 10.000 метара за мушкарце
Такмичења у  трци на 10.000 метара у мушкој конкуренцији на 2. Светском првенству у атлетици на отвореном 1987. у Риму, (Италија) је одржано 29. августа на Олимпијском стадиону Олимпико.
Титулу освојену 1983. у Хелсинкију није бранио Алберто Кова из Италије.

## Земље учеснице
Учествовала су 30 такмичара из 22 земље.
| 1. Аустрија (1) 2. Грчка (1) 3. Еквадор (1) 4. Етиопија (2) 5. Зимбабве (1) 6. Ирска (1) 7. Источна Немачка (1) | 1. Италија (2) 2. Јапан (1) 3. Канада (2) 4. Кенија (2) 5. Кина (1) 6. Мексико (2) 7. Португалија (1) | 1. САД (3) 2. Тунис (1) 3. Уједињено Краљевство (2) 4. Финска (1) 5. Француска (1) 6. Чехословачка (1) 7. Швајцарска (1) 8. Шведска (1) |

## Рекорди
Списак рекорда у трци на 10.000 метара пре почетка светског првенства 28. августа 1987. године:
| Рекорди пре почетка Светског првенства 1987.  | Рекорди пре почетка Светског првенства 1987. | Рекорди пре почетка Светског првенства 1987. | Рекорди пре почетка Светског првенства 1987. | Рекорди пре почетка Светског првенства 1987. | Рекорди пре почетка Светског првенства 1987. |
| --------------------------------------------- | -------------------------------------------- | -------------------------------------------- | -------------------------------------------- | -------------------------------------------- | -------------------------------------------- |
| Олимпијски рекорд                             | Ласе Вирен                                   | Финска                                       | 27:38,35                                     | Минхен, Западна Немачка                      | 3. септембар 1972.                           |
| Светски рекорд                                | Фенандо Мамеде                               | Португалија                                  | 27:13,81                                     | Стокхолм, Шведска                            | 2. јул 1984.                                 |
| Рекорд светских првенстава                    | Фенандо Мамеде                               | Португалија                                  | 27:45,54                                     | Хелсинки, Финска                             | 7. август 1983.                              |
| Најбољи резултат сезоне                       | Франческо Панета                             | Италија                                      | 27:26,95                                     | Стокхолм, Шведска                            | 30. јун 1987.                                |
| Афрички рекорд                                | Хенри Роно                                   | Кенија                                       | 27:22,47                                     | Беч, Аустрија                                | 11. јул 1978.                                |
| Азијски рекорд                                | Такејуки Накајама                            | Јапан                                        | 27:35,33                                     | Хелсинки, Финска                             | 2. јул 1987.                                 |
| Европски рекорд                               | Фенандо Мамеде                               | Португалија                                  | 27:13.81                                     | Стокхолм, Шведска                            | 2. јул 1984.                                 |
| Северноамерички рекорд                        | Марк Неноу                                   | Сједињене Државе                             | 27:20,56                                     | Брисел, Белгија                              | 5. септембар 1986.                           |
| Јужноамерички рекорд                          | Доминго Тибадуиза                            | Колумбија                                    | 27:53,02                                     | Беч, Аустрија                                | 11. јул 1978.                                |
| Океанијски рекорд                             | Рон Кларк                                    | Аустралија                                   | 27:39,89                                     | Осло, Норвешка                               | 14. јул 1965.                                |
| Рекорди остварени на Светском првенству 1987. |                                              |                                              |                                              |                                              |                                              |
| Рекорд светских првенстава                    | Пол Кипкоеч                                  | Кенија                                       | 27:38,63                                     | Рим, Италија                                 | 29. август 1987.                             |

### Најбољи резултати 1987. години
Десет најбржих светских атлетичара на 10.000 метара пре почетка светског првенства (28. августа 1987) заузимало је следећи пласман.
| 1.  | Франческо Панета  | Италија          | 27:26,95 | 30. јун  |
| 2.  | Водајо Булти      | Етиопија         | 27:29,41 | 2. јул   |
| 3.  | Жан-Луј Пријанон  | Француска        | 27:34,38 | 2. јул   |
| 4.  | Такејуки Накајама | Јапан            | 27:35,33 | 2. јул   |
| 5.  | Хансјерг Кунце    | Источна Немачка  | 27:39,60 | 5. јун   |
| 6.  | Марти Вајнио      | Финска           | 27:42,65 | 2. јул   |
| 7.  | Хаји Булбула      | Етиопија         | 27:43,04 | 2. јул   |
| 8.  | Xolile Yawa       | Јужна Африка     | 27:44,65 | 11. март |
| 9.  | Пол Арпен         | Француска        | 27:47,05 | 2. јул   |
| 10. | Марк Ненау        | Сједињене Државе | 27:48,94 | 30. јун  |

Такмичари чија су имена подебљана учествовали су на СП 1987.

## Освајачи медаља
| Освајачи медаља |                  |                 |  |  |  |  |
|                 |                  |                 |  |  |  |  |
|                 |                  |                 |  |  |  |  |
|                 |                  |                 |  |  |  |  |
| Пол Кипкоеч     | Франческо Панета | Хансјерг Кунце  |  |  |  |  |
| Кенија          | Италија          | Источна Немачка |  |  |  |  |

## Сатница
| Датум            | Време | Рунда  |
| ---------------- | ----- | ------ |
| 29. август 1987. |       | Финале |

## Резултати

### Финале
Такмичење је одржано 29. августа 1987. године.,
| Пласман | Атлетичар             | Земља                | ЛР       | ЛРС      | Резултат | Белешка |
| ------- | --------------------- | -------------------- | -------- | -------- | -------- | ------- |
|         | Пол Кипкоеч           | Кенија               |          |          | 27:38,63 | РСП     |
|         | Франческо Панета      | Италија              | 27:26,95 | 27:26,95 | 27:48,98 |         |
|         | Хансјерг Кунце        | Источна Немачка      | 27:30,69 |          | 27:50,37 |         |
| 4.      | Артуро Бариос         | Мексико              |          |          | 27:59,66 |         |
| 5.      | Стив Бинс             | Уједињено Краљевство | 28:12,79 |          | 28:03,08 |         |
| 6.      | Мартин Врабел         | Чехословачка         |          |          | 28:05,59 |         |
| 7.      | Спиридон Андриопоулос | Грчка                |          |          | 28:07,17 | НР      |
| 8.      | Стив Пласенсија       | САД                  | 28:08.13 |          | 28:11,38 |         |
| 9.      | Жан-Луј Пријанон      | Француска            | 27:34,38 | 27:34,38 | 28:19,47 |         |
| 10.     | Роландо Вера          | Еквадор              |          |          | 28:20,24 |         |
| 11.     | Езекјел Канарио       | Португалија          |          |          | 28:28,24 |         |
| 12.     | Матс Ериксон          | Шведска              | 27:56,56 |          | 28:29,08 |         |
| 13.     | Пол Арпен             | Француска            |          |          | 28:29,21 |         |
| 14.     | Гуовеј Џанг           | Кина                 | 28:24,85 |          | 28:30,00 |         |
| 15.     | Џон Соли              | Уједињено Краљевство |          |          | 28:31,97 |         |
| 16.     | Салваторе Антибо      | Италија              |          |          | 28:33,77 |         |
| 17.     | Маркус Рифел          | Швајцарска           | 27:54,29 | 28:08,44 | 28:34,58 |         |
| 18.     | Брајан Шериф          | Зимбабве             | 28:07,12 |          | 28:34,96 |         |
| 19.     | Питер Батлер          | Канада               |          |          | 28:41,89 |         |
| 20.     | Козо Акуцу            | Јапан                |          |          | 28:45,89 |         |
| 21.     | Ed Eyestone           | САД                  |          |          | 29:00,33 |         |
| 22.     | Шаблон:Соме Муге      | Кенија               | 27:57,83 | 27:57,83 | 29:06,40 |         |
| 23.     | Хаји Булбула          | Етиопија             | 27:43,04 | 27:43,04 | 29:10,45 |         |
| 24.     | Водајо Булти          | Етиопија             | 27:29,41 | 27:29,41 | 29:17,09 |         |
| 25.     | Хабиб Ромдхани        | Тунис                | 28:20,62 | 28:20,62 | 29:21,35 |         |
| 26.     | Џон Трици             | Ирска                | 27:48,7h |          | 29:22,14 |         |
|         | Марти Ваинио          | Финска               | 27:30,99 |          | НЗ       |         |
|         | Пол Вилијамс          | Канада               | 27:50,19 |          | НЗ       |         |
|         | Герхард Хартман       | Аустрија             | 27:49,35 |          | НС       |         |
|         | Џерард Донаковски     | САД                  | 27:58,41 |          | НС       |         |

Подебљани лични рекорди су и национални рекорди земље коју такмичар представља